# (2315) Czechoslovakia
(2315) Czechoslovakia (1980 DZ) – planetoida z grupy pasa głównego asteroid okrążająca Słońce w ciągu 5,23 lat w średniej odległości 3,01 au. Odkryta 19 lutego 1980 roku.